# Moritzberg (Frankenalb)
Der Moritzberg ist ein markanter 603,5 m ü. NHN hoher Zeugenberg in der Schichtstufenlandschaft der Fränkischen Alb. Er liegt in den Stadtgebieten von Lauf an der Pegnitz und Röthenbach an der Pegnitz und im Gemeindegebiet von Leinburg im mittelfränkischen Landkreis Nürnberger Land, Bayern (Deutschland).
Auf dem Nürnberger Hausberg gibt es Reste vorgeschichtlicher Höhensiedlungen. Auf ihm stehen die St. Mauritius-Kapelle und der Moritzbergturm.

## Geographie

### Lage
Der Moritzberg erhebt sich 1,3 km ostsüdöstlich von Haimendorf, einem ostsüdöstlichen Stadtteil von Röthenbach an der Pegnitz. Dessen Weiler Moritzberg liegt auf dem Gipfelplateau. Bis nahe an dieses heran reicht im Nordosten das Stadtgebiet von Lauf an der Pegnitz, dessen Kernstadt 5,5 km nordnordwestlich des Gipfels liegt und dessen Ortsteil Weigenhofen sich 2 km nordnordöstlich davon befindet. Auch nahe an das Plateau heran reicht im Südosten über Süden bis Südwesten das Gemeindegebiet von Leinburg, dessen Kernort 1,7 südlich und dessen Ortsteile Weihersberg 1,2 km südöstlich und Diepersdorf 1,4 km westsüdwestlich des Gipfels liegen.

### Naturräumliche Zuordnung
Der Moritzberg gehört in der naturräumlichen Haupteinheitengruppe Fränkisches Keuper-Lias-Land (Nr. 11), in der Haupteinheit Vorland der Nördlichen Frankenalb (112) und in der Untereinheit Laufer Albvorland (112.0) zum Naturraum Moritzberg mit Umland (112.00).

### Geologie

#### Allgemeine Beschreibung
Geologisch gehört der Moritzberg zum Albvorland. Die markante Jura-Anhöhe wurde im Laufe der Zeit durch Erosionsprozesse von der eigentlichen Alb abgetrennt. Diese Art eines Inselberges wird auch als Zeugenberg bezeichnet. Der Stufenaufbau des Moritzberges ist deutlich erkennbar.
Die geologische Erhebung befindet sich auf einer durch Feuerletten geprägten Keuperebene aus der lithostratigraphischen Gruppe der Germanischen Trias. Die erste Stufe des Moritzberges besteht aus Liasschichten (Schwarzer Jura). Darauf lagert die weiche und tonreiche Schicht des Opalinustones des Unteren Doggers (Brauner Jura). Die zweite Stufe bildet eine Eisensandstein-Formation aus der Braunjura-Gruppe. Diese Ablagerungen bestehen aus mächtigen Sandsteinen, die Eisenerzflöze enthalten haben. Die dritte und letzte Stufe des Moritzberges wird durch Schichten des Weißen Juras (Malm) gebildet. Die 25 Meter hohe Kuppe des Berges zeigt ein unruhiges und gestörtes Profil. Das Deckgebirge jungpaläozoischer und mesozoischer Schichten aus der Jurazeit wird durch helle Kalke und Kalkmergel des Unteren Malms bestimmt.

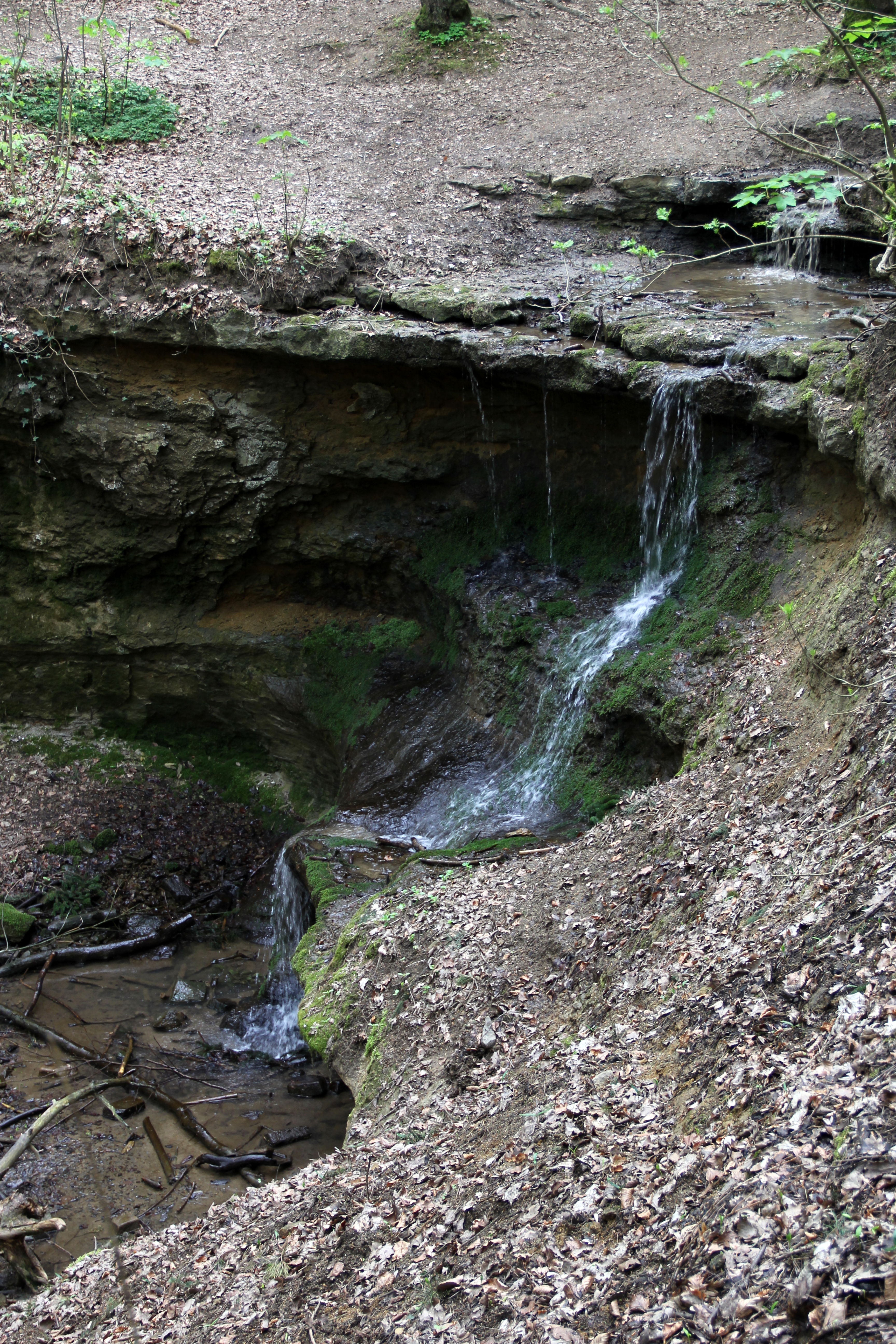
Klingender Wasserfall in der Hüttenbachschlucht

#### Hüttenbachschlucht
Am Fuße des Moritzberges bei Haimendorf befindet sich eine der schönsten Rätschluchten des Albrands im Fränkischen Keuper-Lias-Land. In der Schlucht des Hüttenbachs befindet sich der Klingende Wasserfall. Den geologischen Unterbau des Wasserfalls formen Rhät-Lias-Übergangsschichten aus dem Mesozoikum, auch Rhätsandstein genannt. Eine markante, überstehende Platte aus grobem und härterem Sandstein bildet den Abschluss des Geotops. Eine kleine und etwas zurückversetzte Stufe, bestehend aus Numismalismergel (Schwarzer Jura), wird bachaufwärts von Lockersedimenten (Hangschutt) überlagert. Nach mehreren Frosttagen entwickelt sich ein mächtiger Eiszapfenvorhang mit meterbreiten Eiskaskaden, hinter denen der Hüttenbach rauscht und plätschert.

#### Bodentypen
Die Bodentypen des Moritzberges spiegeln den Aufbau der Schichtstufe und die spezifischen geologischen Verhältnisse wider. Auf der karbonatreichen Kuppe des Moritzberges hat sich fast ausschließlich ein flachgründiger Rendzina-Boden mit Malmkalkscherben entwickelt. Die darunter liegenden Schichten zeichnen sich durch Pararendzina-Böden aus. Eine Stufe tiefer dominieren die Bodentypen Regosol und Braunerde-Regosol. Auf der Keuperebene ist Braunerde vorherrschend. Zudem kommen spät- und nacheiszeitliche Flugsande häufig vor. Im Bereich von Haimendorf treten diese äolischen Sedimente vermehrt auf.

### Schutzgebiete

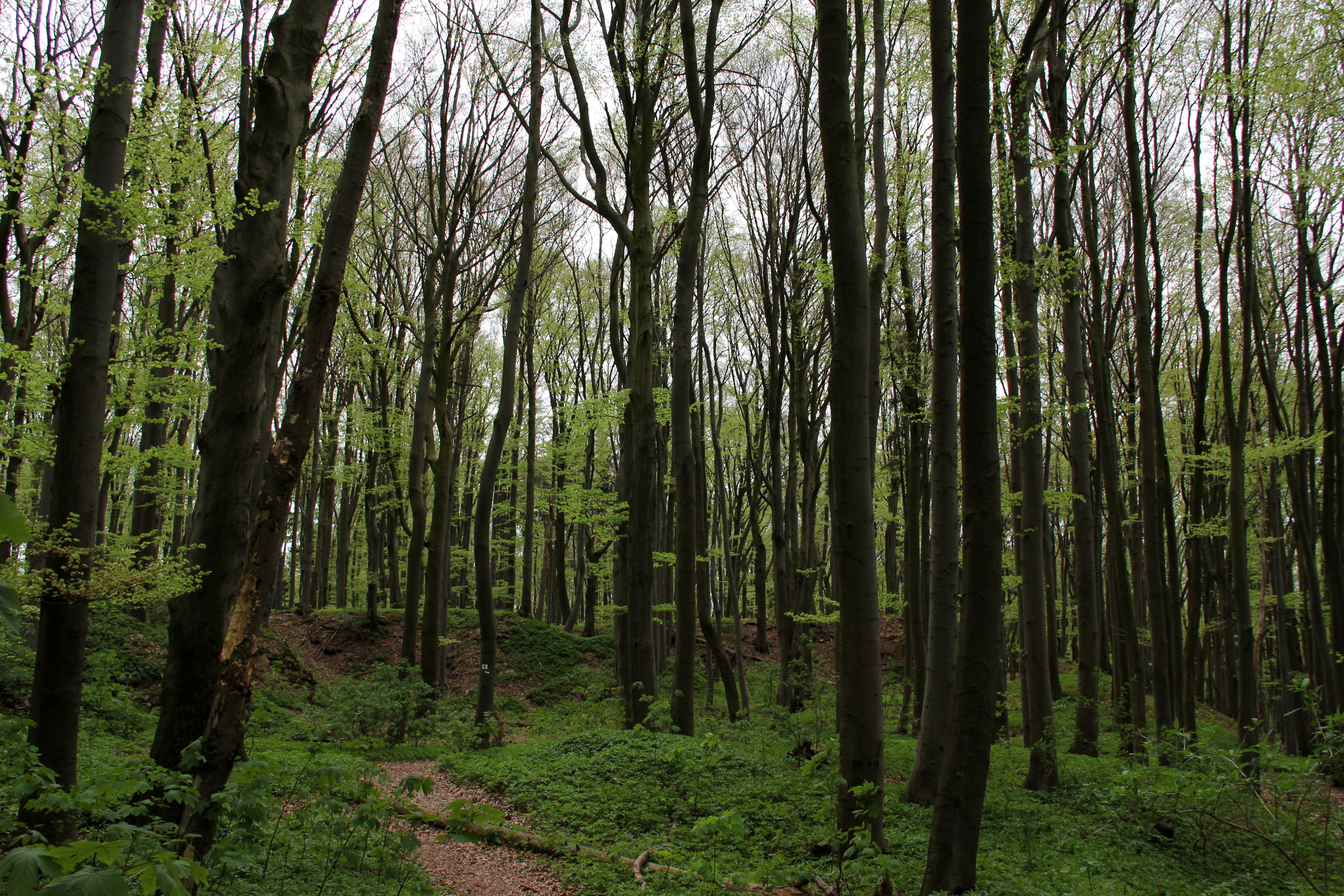
Schürfgrubenfeld

Auf dem bewaldeten Moritzberg liegen Teile des 166,84 km² umfassenden Landschaftsschutzgebiets Südlicher Jura mit Moritzberg und Umgebung (CDDA-Nr. 396095; 2001 ausgewiesen). Auf der Hochfläche des Berges befinden sich mehrere Steinbrüche und Schürfgruben, die vermutlich aus der Bronzezeit stammen. Hier wurden vermutlich Bohnerze gefördert. Das Schürfgrubenfeld ist vom Bayerischen Landesamt für Umwelt als Geotop Schürfgrubenfeld am Moritzberg (Geotop-Nr. 574G004) ausgewiesen.

## Geschichte

### Vorgeschichte
Der stark durch mittelalterlichen Kalkstein- und Eisenerzabbau gestörte plateauförmige Gipfelbereich des Berges wurde schon in vorgeschichtlicher Zeit besiedelt. Zahlreiche Lesefunde, die aus keramischen Bruchstücken, Steingeräten, Steinabschlägen und einem Spiralring aus Bronzedraht bestehen, zeugen von dieser Vergangenheit. Die ältesten am Moritzberg gefundenen Keramikscherben sind der mittleren Bronzezeit (Hügelgräberbronzezeit) zuzuordnen.
Die erste kurzzeitige Besiedlung fand während der frühen Mittelsteinzeit (Mesolithikum) statt, diese Freilandstation befand sich am Sattel zum sich nach Osten anschließenden 538,9 m hohen Reuther Berg. Heute ist der Platz ein Bodendenkmal.
Aus der Jungsteinzeit (Neolithikum) und aus der Bronzezeit liegen nur wenige Funde vor, so dass über Umfang, Art und Dauer der Besiedlung keine konkreten Aussagen getroffen werden können. Die überwiegende Anzahl der vorgeschichtlichen Funde stammen aus der späten Bronzezeit. Es wird vermutet, dass damals die Höhensiedlung befestigt war.
Eine erneute Besiedlung fand während der mittleren bis späten Urnenfelderzeit statt, Funde daraus stammen von der nördlichen Hälfte des Gipfelplateaus. Ob auch das restliche Plateau besiedelt war, lässt sich wegen des Steinabbaus nur schwer nachweisen. Am Ende der Urnenfelderzeit bricht auch dort die Besiedlung ab, ein Vorgang wie er sich an vielen Höhensiedlungen, zum Beispiel bei der in der Nähe liegenden Houbirg, zeigt.
Die letzte vorgeschichtliche Siedlung stammt aus dem Zeitraum zwischen später Hallstattzeit und früher Latènezeit. Aus dieser Zeit sind Funde vom gesamten Plateau bekannt, welches heute ebenfalls ein Bodendenkmal darstellt.

### Mittelalter

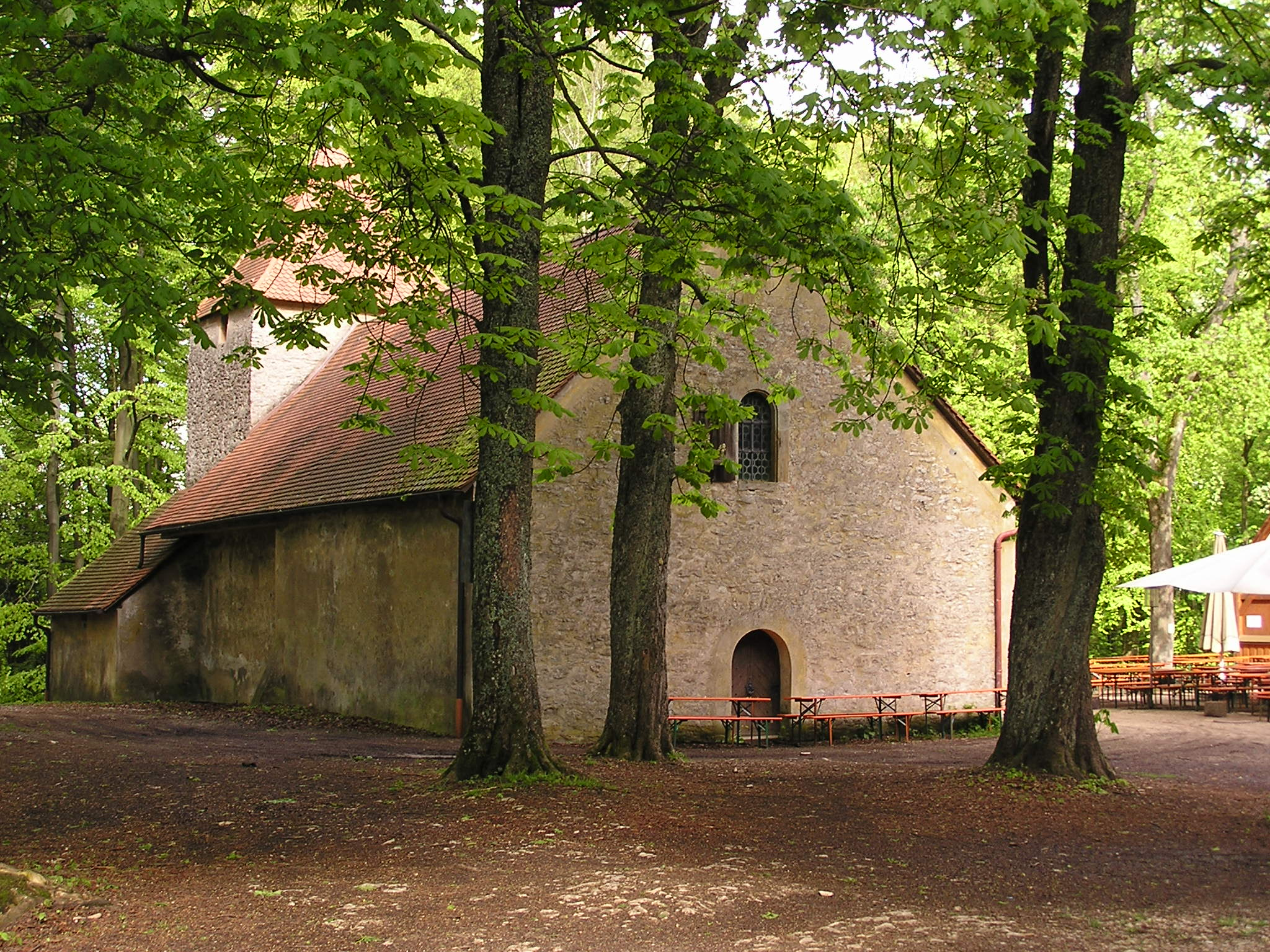
Die auf dem Gipfelplateau des Moritzbergs gelegene St. Mauritius-Kapelle

Auf dem Gipfelplateau des Moritzberges steht die im Jahr 1419 erbaute und dem heiligen Mauritius geweihte Bergkapelle St. Mauritius (auch als Moritzbergkapelle bezeichnet). Nach dem Bau dieser Kapelle wurde der ursprünglich als Leinburg bezeichnete Berg, der auch der an seinem Fuß liegenden Gemeinde ihren Namen gab, in Moritzberg umbenannt. Diese Kapelle hatte der nürnbergische Patrizier Herdegen Valzner errichten lassen und ihre Geschichte war eng mit Schloss Haimendorf und Rockenbrunn verknüpft.

### Neuzeit
Während des 17. und 18. Jahrhunderts wurde auf dem Gipfelplateau des Berges ein Bruderschaftshaus errichtet, das zeitweise als Unterkunft eines Einsiedlers diente. Heute wird dieses teilweise als Fachwerkhaus ausgeführte Gebäude als Gastwirtschaft genutzt.

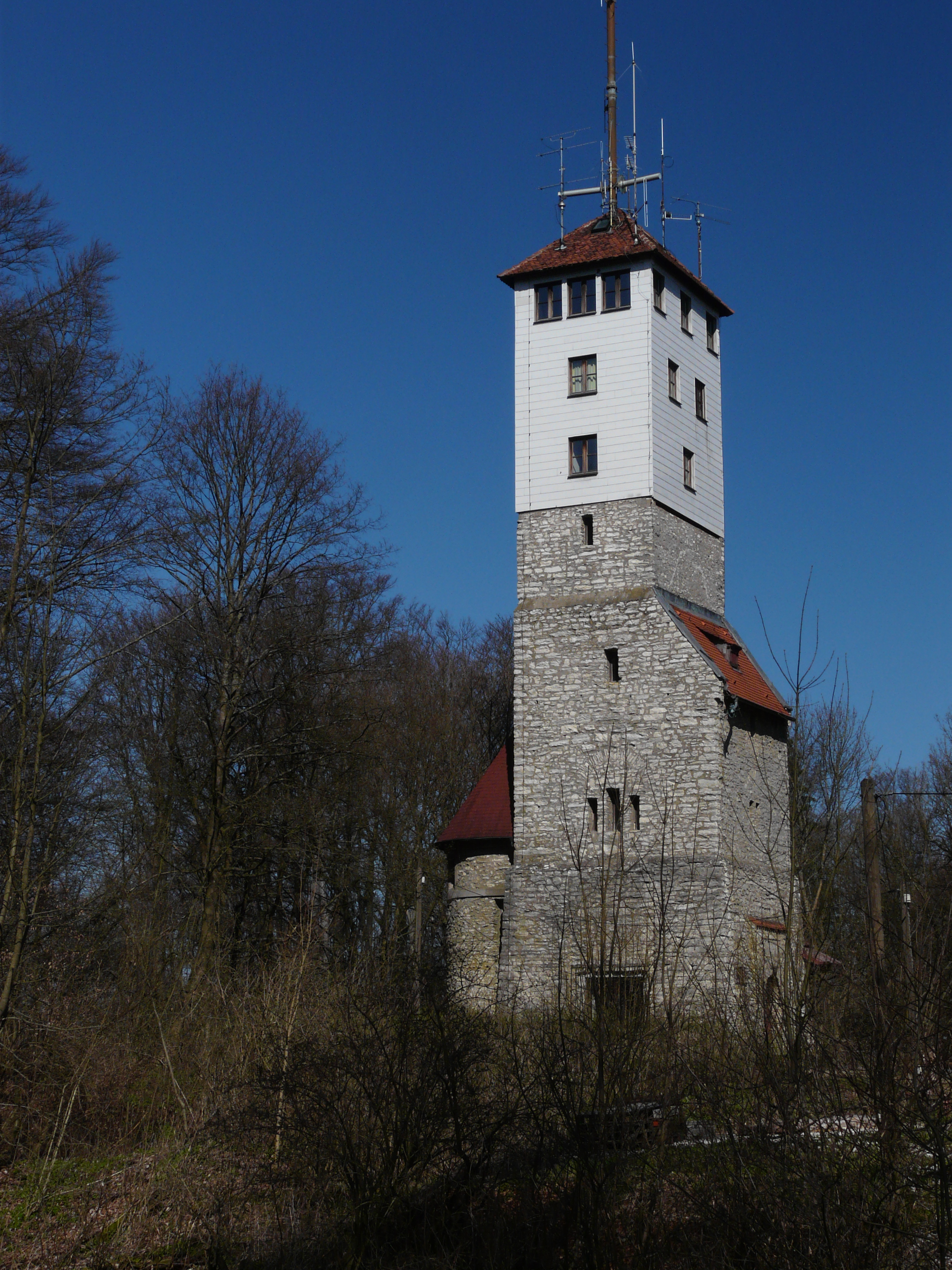
Der Moritzbergturm

Aufgrund der exponierten Lage des Berges soll der bayerische König Ludwig I. im Jahre 1841 beabsichtigt haben, auf dem Moritzberg entweder die später bei Kelheim errichtete Befreiungshalle oder aber eine Walhalla zu errichten. Diese Pläne wurden jedoch nie verwirklicht.
Zu Beginn des 20. Jahrhunderts kam es zur Realisierung eines größeren Bauvorhabens. Ab 1910 wurde in unmittelbarer Nachbarschaft zum einstigen Bruderschaftshaus ein seit längerem geplanter Aussichtsturm – der Moritzbergturm – errichtet, der 1913 provisorisch fertiggestellt wurde. Die ursprünglich konzipierte Ausbauhöhe des Turmes konnte allerdings nicht realisiert werden, weil die hauptsächlich aus Geldspenden aufgebrachten Finanzmittel dafür nicht mehr ausreichten.
Der Berg ist ein beliebtes Ausflugsziel, unter anderem für Einwohner des 17 km westsüdwestlich liegenden Nürnberg, weswegen er teils als Hausberg der Nürnberger bezeichnet wird.

#### Flugzeugabsturz am Moritzberg
Am 17. November 1936 stürzte eine Passagiermaschine am Nordhang des Moritzberges ab. Die dreimotorige Junkers Ju 52/3m befand sich auf dem Flug von Berlin nach München. Die Maschine streifte beim Anflug auf den Nürnberger Flughafen zu einem Zwischenstopp im Nebel einige Baumwipfel und stürzte unterhalb der Sankt-Mauritius-Kapelle in den Wald. Das Cockpit brach ab, wobei der Bordfunker aus dem Flugzeug geschleudert wurde – er überlebte den Absturz, der Pilot hingegen nicht. Trotz der harten Landung überlebten 14 der 16 Passagiere, wenn auch mit teils schweren Verletzungen. Der Abtransport der Verletzten gestaltete sich aufgrund der ungünstigen Boden- und Wetterverhältnisse schwierig. Die Verunglückten mussten einzeln zu einem nahe gelegenen Feldweg getragen werden. Eine Woche lang dauerten die Aufräumarbeiten an.